# Nemzetiszocializmus
A nemzetiszocializmus (németül: Nationalsozialismus), vagy nácizmus elsősorban az Adolf Hitler vezette Nemzetiszocialista Német Munkáspárt (NSDAP) ideológiájára, illetve Németország 1933 és 1945 közötti Hitler-kormány időszakának politikájára, gyakorlatára utal. A két világháború közötti időszak és a második világháború korszakának szélsőjobboldali ideológiái közé sorolható, az olasz fasizmussal együtt a nemzetközi fasizmus egy változata. Más országokban kialakult szélsőjobboldali ideológiák példájául szolgált, illetve ezen politikai mozgalmak hatalomra jutását aktívan segítette. A nemzetiszocialista berendezkedést később az elfoglalt területekre (például Ausztria, Cseh–Morva Protektorátus, Lengyel Főkormányzóság) is kiterjesztették.
Ideológiájának fő jellemzői a pángermán sovinizmus, rasszizmus és antiszemitizmus, kiindulópontja a szociáldarwinizmus volt, az az elképzelés, miszerint az emberi fajok közötti versenyben a legrátermettebbnek kell fennmaradnia, a többieknek pusztulás vagy alávetettség a sorsa. A germánokat, az úgynevezett északi fajt tekintették a legtisztább árja fajnak, amely uralkodásra hivatott. Ezen az alapon úgynevezett népközösség (Volksgemeinschaft) létrehozását tűzték ki célul, amely minden, fajilag megfelelő németet magában foglal, és elutasították a marxista osztályelméletet, ami a különböző társadalmi osztályoknak a nemzeti határokon átnyúló összefogását vallotta. A nácizmus fő ellenfelének a kommunizmust tekintették, de szavakban elutasították a kapitalizmust is, egyfajta harmadik utat hirdetve, de a gyakorlatban határozottan védve a („fajilag” megfelelő kezekben lévő) magántulajdont és a német nagytőke érdekeit.
A náci párt elődje az 1919 januárjában alakult pángermán és antiszemita Német Munkáspárt volt. Adolf Hitler a húszas évek elején szerezte meg ennek vezetését, és ezután kapta a párt végleges nevét (Nationalsozialistische Deutsche Arbeiterpartei, NSDAP). A párt 1920-ban elfogadott Nemzeti Szocialista Programja az egyesült Nagy-Németország létrehozását, a zsidók állampolgárságának megvonását, földreformot és néhány iparág államosítását követelte. Hitler 1924-ben a Mein Kampfban részletesen kifejtette ideológiájának alapjait, az antiszemitizmust és az antikommunizmust, a parlamenti demokrácia megvetését és Németország területi expanziójának jogosságát.
1933-ban Hitler – a közkeletű tévedéssel ellentétben, nem parlamenti választások eredményeképpen, hanem a német hatalmi elit belső kompromisszumának révén – kancellár lett, és Németországot hamarosan egypárti állammá szervezte, ahol a nemzetiszocializmus ideológiájának megfelelően a „fajilag nemkívánatos elemeket” és a politikai ellenzéket kiszorították, üldözték, végül túlnyomó részüket fizikailag megsemmisítették. Ez a politika a holokauszthoz, majd Németország második világháborús teljes vereségéhez vezetett. A második világháború után a nemzetiszocializmus új híveit neonáciknak nevezik.

## A „náci” elnevezés eredete

A Nemzetiszocialista Német Munkáspárt zászlaja, majd Németország nemzeti zászlaja 1935–45 között

Adolf Hitler pártjának teljes neve Nationalsozialistische Deutsche Arbeiterpartei (NSDAP) (Nemzetiszocialista Német Munkáspárt) volt. A „náci” rövidítés a hosszú név első két szótagjának német kiejtéséből alakult ki.
Egy ugyanilyen hangalakú szó a nácik hatalomra jutása előtti Németországban hétköznapi pejoratív kifejezés volt, amit az elmaradott parasztokra alkalmaztak, magyarul körülbelül a „bunkó” jelentéssel, illetve ezzel jellemezték az ostobának tartott embereket általában. Eredete a vidéken – különösen Bajorországban, ahol Hitler első fő bázisa volt – gyakori Ignaz keresztnév becézett változata, a Nazi volt. A nemzetiszocialisták ellenfelei ezt az egyezést kihasználva ragasztották ezt a pejoratív kifejezést Hitler híveire.
Az NSDAP kezdetben propagandájában elfogadta és alkalmazta ezt a kifejezést, azzal próbálkozva, hogy annak addigi közkeletű jelentését megfordítsa a közbeszédben, de hamarosan feladta ezt, és ettől kezdve következetesen kerülte a szó alkalmazását. Külföldön ezzel szemben a kifejezés, főleg a Hitler elől menekülő német emigránsok révén, a náci Németországgal és rezsimmel szembeni ideológiai harc egyik eszköze lett, és számos nyelven, széles körben alkalmazták.

## Az ideológia fontos elemei
- nemzeti (nacionalizmus) és baloldali (szocializmus) ideológiák összedolgozásával egy új világnézet létrehozása
- a szakszervezeti rendszer megújítása, a munkások védelme
- Németország helyreállítása, a létbiztonság megteremtése
- szociális demagógia (baloldali típusú jelszavak hangoztatása párhuzamosan a szélsőségesen jobboldali tevékenységgel)
- élettérelmélet („Lebensraumtheorie”, „Lebensraum im Osten”: több lakóterület teremtése a németek számára a kelet felé való terjeszkedés által)
- antiliberalizmus, marxizmus-, kommunizmus-, bolsevizmusellenesség
- a zsidóság elleni fajgyűlölet a német/germán/árja felsőbbrendűségből (Übermensch, Untermensch) kiindulva
- a vezetőben való feltétlen hit (Führerprinzip)
- a demokrácia korlátozása, ennek következményeként a nem együttműködő politikai pártok, szakszervezetek és sajtótermékek megszüntetése
- szociáldarwinizmus (Az emberi társadalomban is a legalkalmasabb csoportok (fajták, változatok) tudnak fennmaradni, életben maradni, szelektálódni.)
- rasszizmus: az emberi rasszok közötti különbségek hangsúlyozása
- eugenika (a szociáldarwinizmusban megfogalmazott fajfejlődés „elősegítése”, az akadályozó tényezők „kiiktatása”)
- homoszexuális beállítottságú emberek iránti erőteljes ellenszenv; a homoszexualitás korlátozása, tiltása és büntetése.
- a vallásszabadság korlátozása

## Hitler programja
Adolf Hitler Mein Kampf című könyvében röviden a következő programot ajánlotta a német nemzet fellendítésére:
1. a szocializmus és a nacionalizmus összhangjának kihasználása Németország háború utáni helyreállításában (a baloldal és a jobboldal összefogása a NSDAP alatt)
2. a jellegzetesen német, hagyományos kulturális értékek védelme
3. nemteljesítés politikája: a fegyverkezés megkezdése, a megszállt területek kiürítése és a hadisarc fizetésének abbahagyása (ezzel a versailles-i szerződésben foglaltaknak mond ellent)
4. Európa németjeinek egyesítése Nagy-Németország létrehozásának érdekében; Ausztria bekebelezése (Anschluss), Csehország és Lengyelország németlakta területeinek elfoglalása, valamint Európa (beleértve a Baltikumot) németjeinek hazatelepítése. Úgy vélte, szövetséget köthet Angliával, mert az angolok a franciáktól jobban félnek, mint amennyire ragaszkodnak a status quóhoz.
5. terjeszkedés keletre, a Szovjetunió elfoglalásával a Birodalom kiterjesztése az Urálig. Hitler szerint a Szovjetunió hatalmas területét arra nem alkalmas népek lakják, ugyanis hagyták, hogy a zsidók/kommunisták kezükbe vegyék a hatalmat. (Az adott területeknek nagyon alacsony volt a gazdasági, földművelési kihasználtsága.)
6. Ezután fordulna az eddig tétlen Franciaország felé, és vagy megsemmisítené a nemzetet, vagy a gyengébb partner szerepébe kényszerítené (reváns az első világháborúért).
7. A létrejött 400 milliós Német Birodalom (egy pángermán Európa) szembeszállhatna az Egyesült Államokkal.

## Fordítás
Ez a szócikk részben vagy egészben a Nazism című angol Wikipédia-szócikk ezen változatának fordításán alapul.  Az eredeti cikk szerkesztőit annak laptörténete sorolja fel. Ez a jelzés csupán a megfogalmazás eredetét és a szerzői jogokat jelzi, nem szolgál a cikkben szereplő információk forrásmegjelöléseként.